# 한광상
한광상(韓光相; 1958년 ~ )은 조선민주주의인민공화국의 정치인이다. 현재, 조선로동당 중앙위원회 중앙비서국 재정경리부장이다.

## 경력
1958년에 태어났다. 김일성고급당학교를 졸업했고, 조선로동당 재정경리부 부부장을 지냈다. 2010년 1월, 조선로동당 중앙위원회 제1부부장에 올랐다. 2013년 9월, 당 중앙위원회 재정경리부장에 임명되었다. 2014년 3월, 최고인민회의 제13기 대의원에 선출되었다.

## 기타
2010년 11월 조명록 사망시 국가장의위원회 위원을 맡았다.